# Resolució 2312 del Consell de Seguretat de les Nacions Unides
La Resolució 2312 del Consell de Seguretat de les Nacions Unides fou adoptada el 6 d'octubre de 2016. El Consell va ampliar l'autorització als països membres per inspeccionar els vaixells sospitosos de contraban d'immigrants procedents de Líbia per un any.

## Context
El representant de Veneçuela va dir després de la votació que s'havia abstingut com a la Resolució 2240, ja que no ho considerava la manera correcta de treballar amb persones que ide la guerra i la pobresa, tot i que molts eren víctimes de traficants. Les morts continuaven disminuint, i les rutes de contraban només es van desplaçar. En lloc d'una acció militar, calia abordar les causes subjacents de la migració. Aquesta resolució semblava tenir com a finalitat evitar que els immigrants arribessin a determinats països, per por a la xenofòbia, i així evitar les seves responsabilitats.
El representant del Regne Unit era d'acord en què calia un enfocament ampli, i que la migració incontrolada actual havia donat lloc a una crisi aguda, amb moltes morts a conseqüència del contraban. Més de 90 contrabandistes van ser capturats per l'operació de la UE Sophia i més de 26.000 persones van ser rescatades. No obstant això, el problema encara no estava clar, de manera que l'operació havia de continuar com a part d'una estratègia més àmplia per fer front a la migració massiva.
El representant libi va dir que, degut a la seva ubicació entre els països pobres inestables i Europa, el país estava en l'epicentre de la crisi. La Guàrdia Costanera Líbia podria haver-ne salvat molts, i va apreciar les operacions europees amb el mateix objectiu. També va considerar que calia abordar les causes subjacents, com ara acabar amb els conflictes i combatre la pobresa. Els països d'on procedien els immigrants i la UE jugaven un paper clau en la determinació d'aquesta estratègia a llarg termini.

## Contingut
El contraban i el tràfic d'éssers humans són dos delictes diferents, cadascun dels quals requereix les seves pròpies conseqüències. El contraban d'immigrants a la Mediterrània continuava acompanyat de desastres, en què van morir milers de persones. Al darrere hi havia organitzacions criminals que explotaven els immigrants i, després, de portar-los il·legalment els abandonaven sense diners i sense importar-los les seves vides. Tots els immigrants, independentment del seu estatut, havien de ser tractats humanament i respectar els seus drets. Es va demanar als països que complissin les seves obligacions en virtut del dret internacional humanitari i de refugiats i la seva obligació de protegir els drets humans dels migrants; també proporcionant ajuda als emigrants que havien estat rescatats del mar. Els països havien de cooperar amb aquesta finalitat, entre altres coses, l'intercanvi d'informació i evitant que el seu enfocament fes més vulnerables els immigrants.
Es temia que el trànsit de migrants i tracta de persones proporcionés diners al crim organitzat i les xarxes terroristes a Líbia i, per tant, exacerbaria la guerra civil en aquest país. El govern de l'Acord Nacional es va considerar responsable de fer alguna cosa al respecte, però les coses van fallar. Per tant, la Unió Europea va enviar ajuda via Frontex, vigilància de les fronteres exteriors d'Europa i EUBAM Libya, per tal d'ajudar Líbia a controlar millor les seves fronteres. La UE també va ampliar la seva operació EU Navfor Med Sophia a la Mediterrània i també donava suport a la Guàrdia Costera i la Marina Líbia.
Els països que participen en la lluita contra la immigració il·legal rebien dotze mesos més de permís per inspeccionar els vaixells davant la costa de Líbia, ja que hi havia serioses sospites que eren utilitzats per organitzacions criminals per al contraban i el tràfic. La intenció era perjudicar els contrabandistes i protegir les víctimes, i no impedir que els migrants sol·licitessin la protecció com a refugiats.